# Баур, Эмиль
Эмиль Баур (1873—1944) — немецко-швейцарский физико-химик, занимался научной работой в области изучения редкоземельных элементов, минералогии, химической кинетики, а также проводил обширные электрохимические исследования топливных элементов.

## Биография
Эмиль Баур родился в Ульме в Вюртемберге, южная Германия, 4 августа 1873 года, в семье Адольфа Баура, торговца и государственного служащего, и Агнес Баур, урожденной Адам.
После окончания средней школы (гимназии) в Ульме и Баден-Бадене Эмиль Баур изучал химию в Берлине и Мюнхене. В течение короткого периода времени он работал в производственной компании «Арабол» в Нью-Йорке, эта фирма специализировалась на производстве жевательных резинок, клеев и текстильной химии. Свои первые научные работы он написал в 1897 году. Впоследствии Баур стал ассистентом Фридриха Вильгельма Мутмана, профессора неорганической химии Мюнхенского технического университета.
В 1901 году Баур написал диссертацию, которая предоставила ему право читать лекции в немецких университетах в качестве доцента. Предметом диссертации было исследование азотно-водородного топливного элемента с жидким аммиаком в качестве электролита. Работа была признана важной частью этапа в развитии производства синтетического аммиака.
В зимнем семестре 1904—1905 годов Баур служил ассистентом Вильгельма Оствальда в Институте физической химии в Лейпциге, а оттуда отправился в Берлин, чтобы работать научным сотрудником в Имперском бюро здравоохранения, основанном в 1876 году. Два года спустя он принял предложение стать профессором физической химии и электрохимии в Брауншвейгском техническом университете.
В октябре 1911 года Баур был назначен профессором физической химии и электрохимии в Швейцарском федеральном технологическом институте, одном из самых престижных институтов химии и физики в Европе и эту должность он занимал вплоть до 1942 года, пока не вышел в отставку. Баур скончался 14 марта 1944 года.
Баур является автором или соавтором трех книг и более 160 статей, все они на немецком языке, его можно считать продуктивным ученым. Из 148 статей, перечисленных на Web of Science, 90 имеют Баура в качестве единственного автора, а 58 были написаны с одним или несколькими соавторами.

## Научные исследования

### Исследования в области редкоземельных элементов
Вместе с Мутманом, своим профессором в Мюнхене, Баур исследовал в 1900 году спектры фосфоресценции лантана и иттрия. За этим направлением исследований последовала еще одна совместная работа, на этот раз со своим коллегой из Мюнхена Робертом Марком, которая касалась широко обсуждаемой проблемы количества редкоземельных элементов. Баур и Марк показали, что чистый иттрий, гадолиний и лантан не дают прерывистых спектров люминесценции, что противоречило наблюдениям Крукса и Буабодрана, которые считали, что данные редкоземельные металлы не были элементарными. Ранние исследования Баура по редкоземельным элементам не были особенно впечатляющими, но он был хорошо известен среди специалистов в этой области.
Десятилетие спустя Баур вернулся к вопросу о редкоземельных элементах, на этот раз в вопросе о периодической системе. Это было незадолго до того, как рентгеновская спектроскопия и радиохимия открыли существование атомного номера, и в то время, когда химики все еще верили, что атомный вес является принципом упорядочения периодической системы. Баур основывал свой анализ периодической системы на кривой атомных объемов, первоначально продемонстрированной Лотаром Мейером в 1870 году, но вместо построения атомных объемов по атомным весам Баур использовал логарифмы объемов. Таким образом, он обнаружил, что редкоземельные металлы образовывали зигзагообразную линию, начинающуюся с лантана ниже бария и заканчивающуюся лютецием выше тантала. Баур пришел к выводу, что существует двенадцать редкоземельных элементов. Лантан принадлежал к группе III, серия 8, а церий-к группе IV, серия 8, а остальные элементы были помещены в свою собственную группу между лантаном и церием. По словам Баура, из его работы следовало, что элементов, кроме уже известных, больше не может быть. В этом он, конечно, был совершенно не прав. Только с достижениями в области рентгеновской спектроскопии и атомной теории сложный вопрос о положении редкоземельных элементов в периодической системе в конечном итоге был решен.

### Исследования в области минералогии
В юности Баур серьезно интересовался минералогией, геологией и геохимией- предметами, которые занимали значимое место в его книге по химической космографии и по которым он написал несколько научных работ. В начале двадцатого века возрос интерес к применению физической химии в геологии и минералогии, и Баур внес свой вклад в эту тенденцию. В статье 1903 года он исследовал условия, при которых кварц образуется при нагревании аморфного кремнезема (SiO2) с алюминатом калия (К2Al2O4) при высокой температуре и давлении. Баур проиллюстрировал свои результаты диаграммами, основанными на фазовом правиле Гиббса и Вант-Гоффа, которые, возможно, являлись первым минералогическим применением этого правила. В третьем издании своей монографии о правиле фаз британский физический химик Александр Финдли обратил внимание на статью Баура указывая на то, что изучение правила фаз применимое к образованию минералов, хотя и находится еще в зачаточном состоянии, дает «обещание богатого урожая в будущем».

### Исследования в области океанографической химии
В течение первой половины двадцатого века несколько химиков и океанографов пытались определить количество золота в морской воде и, по возможности, извлечь драгоценный металл. Баур был одним из них. В 1913 году ему был выдан британский патент (BP 16898) на способ получения благородных металлов из сильно разбавленных растворов, а в 1916 году за ним последовал немецкий патент (DRP 272654). Патенты, однако, не смогли привлечь коммерческого интереса.
После сокрушительного поражения Германии в Первой мировой войне Фриц Габер и его Институт физической химии имени Кайзера Вильгельма в Берлине разработали амбициозную схему выделения золота из морской воды в промышленных масштабах. Однако в 1927 году он был вынужден признать, что средняя концентрация золота в мировом океане была слишком низкой, чтобы обеспечить восстановление экономики. Баур внимательно следил за работой Габера и в 1942 году написал два систематических обзора по этому вопросу, в которые были включены предложения о новых методах извлечения золота. Согласно результатам, полученным Бауром и его сотрудниками в Цюрихе, значения концентрации золота в океане—в среднем 0,01 мг/м-3—были слишком низкими. Однако было, по их мнению, слишком рано исключать добычу золота на основе морской воды. В то время как Баур перестал заниматься океанографическими определениями содержания золота, его докторант Уолтер Старк продолжил исследования. Используя методы измерений Баура и Коха, Старк обнаружил, что в некоторых европейских странах содержание золота в морской воде достигало 2 мг/м−3.

### Исследования в области химической космографии
В зимнем семестре 1902—1903 годов Баур прочитал серию публичных лекций в Мюнхенском техническом университете о том, чему он дал название «химическая космография». Под этим термином он подразумевал химические процессы во всей природе, которые он разделил на три группы: химия звезд, химические превращения в земной коре и химические аспекты органической природы. Книга состояла из 14 глав, каждая из которых соответствует лекции из цикла лекций в Мюнхене. В первой лекции, посвященной химии Солнца, Баур поддержал гипотезу о внеземном элементе «короний». В согласии с несколькими другими химиками и астрономами того времени он предположил, что короний легче водорода. Только в 1939 году спектральные линии корония были идентифицированы как обусловленные ионом Fe3+.
Обширные исследования Баура, направленные на то, чтобы связать химическую лабораторию с небом, изучаемым астрономами, были схожи с тем, что в то время было известно как «космическая физика». Разница заключалась в том, что его подход был скорее химическим, чем физическим. Область изучения Баура включала многие из тех, которыми занимались космические физики, такие как строение Солнца, метеориты, кометы, вулканы и состав морской воды. Однако, она была еще обширнее, охватывая также аспекты органической природы, включая биохимию, фотосинтез, процессы ферментации и природу жизни.
В своем обсуждении температуры Солнца Баур представил новый закон излучения Макса-Планка, который вскоре произвел революцию в физике. Однако для Баура и большинства его современников закон Планка носил в первую очередь эмпирический характер и представлял интерес просто потому, что он довольно точно представлял спектр теплового излучения.
В любом случае, химическая космография Баура была единичным случаем, а не попыткой создать новую область науки, космическую химию, подобно космической физике. Так называемая космохимия в конечном итоге была создана как продолжение геохимии, но это произошло лишь спустя четыре десятилетия, и Баур не принимал в этом никакого участия.

### Исследования в области топливных элементов
Причиной того, что имя Баура все еще остается в истории науки в первую очередь является его систематическая работа над электрохимическими процессами в целом и топливными элементами в частности. В этих областях он получил несколько патентов, в том числе немецкий патент 1920 года с Тредвеллом на угольные элементы с твердыми электролитами (DRP 325783), американский патент 1925 года на извлечение водорода и кислорода электролизом (US 1543357A) и швейцарский патент 1939 года на новый тип твердотопливных элементов (CH 204347).
Лаборатория физической химии Швейцарского федерального технологического института начала исследования в области топливных элементов в 1912 году, когда Баур и Эренберг сообщили об экспериментах с использованием, например, расплавленного серебра в качестве катода и углеродного или железного стержня в качестве анода. В качестве электролита они использовали различные расплавленные соли, нагретые до 1000°С, в том числе NаОН, KNaCO3, и NаB4O7. В течение следующих двух десятилетий Баур и его помощники испробовали большое количество модификаций топливных элементов, заявив в 1921 году, что они доказали техническую возможность постройки стабильных и мощных элементов с электролитами расплавленных карбонатов.
В своей последней публикации на эту тему, кратком обзоре 1939 года, Баур признал, что желаемая цель — ячейка, которая с высокой эффективностью вырабатывала бы электрическую энергию за счет тепла сгорания, — не была достигнута. Тем не менее, он закончил обзор на оптимистичной ноте: «Даже если в конечном итоге только 50 % энергии сгорания топлива может быть передано в виде электроэнергии на распределительный щит электростанции на топливных элементах, это станет революцией в мировой энергетической экономике».
К середине 1930-х годов Баур пришел к выводу, что эффективные топливные элементы должны быть полностью сухими. В другой важной статье 1937 года, на этот раз в сотрудничестве с Хансом Прейсом, два химика сообщили о серии экспериментов на топливных элементах с твердыми электролитами в виде керамических материалов с относительно высокой проводимостью. Они обнаружили, что лучшим, если не полностью удовлетворяющим требования материалом была керамика из циркония, содержащая 85 % ZrO2 и 15 %Y2O3. Вещество такого состава известно как «масса Нернста», потому что его проводящие свойства были впервые обнаружены Нернстом, который в конце 1890-х годов использовал его в качестве источника света в так называемой лампе Нернста. Баур и Прейс использовали электролит из массы Нернста, а также использовали железо и магнетит (Fe3O4) в качестве анода и катода соответственно. С помощью стека из восьми таких элементов они сконструировали тестовую батарею, но, хотя батарея работала, ее выходной ток был слишком низким, чтобы иметь практическое применение. Тем не менее, они оценили, что ее объемная плотность мощности могла конкурировать с обычными паровыми электростанциями.
Несмотря на то, что батарея БаурПрейса не была коммерчески полезной, она стала важным достижением, которое привлекло большое внимание для последующих исследований. Статья получила 84 ссылки в научном журнале (Web of Science), что делает ее самой цитируемой из многих работ Баура. Сегодня в топливных элементах широко используются электролиты циркония-иттрия и циркония-церия, которые впервые были изучены Бауром и Прейсом. Баур и его группа были первооткрывателями в двух типах топливных элементов, которые в настоящее время привлекают наибольшее внимание, а именно твердооксидные топливные элементы и расплавленные карбонатные топливные элементы.

## Семья (жена, дети)
В 1905 году Эмиль Баур женился на Оттилии Майер, от которой у него было двое детей: Алиса, родившаяся в 1908 году, и Артур, родившийся в 1915 году. Последний стал известным писателем и лингвистом.

## Увлечения и взгляды
По словам его биографа и соавтора Уильяма Тредвелла, Баур обладал «необычайно широкими знаниями в области естественной философии и гуманистической культуры». Возможно, он интересовался этим с юности, о чем свидетельствует его переписка с известным венским философом-физиком Эрнстом Махом. Баура в то время интересовал вопрос о том, можно ли объяснить жизнь чисто химическими терминами, вопрос, по которому Мах высказал свое мнение. «Я не верю, что известных нам в настоящее время химических законов достаточно для того, чтобы объясните органическую жизнь», — сказал Мах своему молодому корреспонденту. С другой стороны, Мах не исключил, что такое объяснение появится в будущем.
Еще одним свидетельством гуманистических интересов Баура является проницательный отзыв, который он написал о книге, рассматривающей отношения между наукой и искусством. Книга была написана Феликсом Ауэрбахом, немецким физиком, гуманистом и пропагандистом искусств. В 1935 году Баур анонимно опубликовал литературно-философский роман «Светотень», в котором он подробно обсудил свой пантеистически окрашенный взгляд на культуру, религию и природу.

## Знакомство с Эйнштейном
Баур не только родился в том же городе, что и Эйнштейн, он также познакомился с известным физиком во время короткого пребывания Эйнштейна в качестве профессора в Швейцарском федеральном технологическом институте с лета 1912 года по весну 1914 года. В биографии Эйнштейна, опубликованной в 1934 году, ученый Райхинштейн рассказал, как Баур познакомился с отцом теории относительности: «Мой друг, профессор Баур, хотел познакомиться с Эйнштейном. Я упомянул об этом Эйнштейну и рассказал о хороших качествах моего друга. Мы пошли в небольшое кафе, где нас ждал Баур». По словам Райхинштейна, Эйнштейн произвел глубокое впечатление на Баура. Тот был поражен глубокими познаниями Эйнштейна в научной литературе в таком раннем возрасте. Позднее Баур также сказал: «Эйнштейн экспромтом излагает самые сложные вопросы с такой же легкостью, как если бы он говорил о погоде. Другим требуется много времени, и им приходится много работать, чтобы просто понять и переварить каждую из этих вещей, о которых он говорил».